# Vuelta al Valle del Cauca
La Vuelta al Valle del Cauca es una competencia ciclística regional colombiana por etapas (Cat. Nacional) de duración menor a una semana que recorre el departamento del Valle del Cauca y es organizada por la Liga de Ciclismo de ese departamento. Se encuentra entre las carreras más importantes del ciclismo nacional junto al Tour Colombia, la Vuelta a Colombia, el Clásico RCN, la Vuelta a Boyacá, la Vuelta a Antioquia y la Vuelta a Cundinamarca
La primera edición se realizó en 1954, por lo que esta carrera es una de las competencias colombianas de mayor antigüedad luego de los Campeonatos Nacionales de Ciclismo (1946) y la Vuelta a Colombia (1951) y ha sido considerada como una de las competencias más rápidas del calendario nacional.
El primer ganador fue el antioqueño Reinaldo Medina. Los ciclistas con más ediciones ganadas son el boyacense Giovanni Báez y el español Óscar Sevilla con cuatro victorias cada uno.

## Historia
La primera edición de la competencia realizada en 1954 y ganada por el antioqueño Reinaldo Medina se denominó simplemente como Vuelta al Valle y consistió de 3 etapas. Posteriormente se correrían un par de ediciones adicionales en 1955 y en 1961, ganadas por Francisco Otálvaro y Rubén Darío Gómez respectivamente y luego de esta última edición la carrera no se realizaría más durante la década de los 60s.
En el año 1970 se crea la Clásica Domingo a Domingo, denominada así por tratarse de una prueba que se corría durante 8 días de domingo a domingo sobre terreno plano, recorriendo los departamentos de Valle del Cauca, Cauca, Risaralda y Quindío. El primer ganador de la Clásica Domingo a Domingo fue el corredor antioqueño Martín "Coshise" Rodríguez. Si bien la mencionada clásica no se circunscribió inicialmente al departamento del Valle del Cauca, con los años fue reduciendo su número de etapas para concentrarse en dicho departamento y cambiando a mediados de la década de los 80s su denominación al de Clásica del Valle del Cauca. Se resalta que en varias compilaciones que se han hecho sobre el palmarés de la competencia, la primera edición de la Clásica Domingo a Domingo se ha señalado como la primera edición de la Vuelta al Valle del Cauca.
En 1996 y por disposición de la Federación Colombiana de Ciclismo el nombre de la competencia cambió de Clásica del Valle del Cauca al de Vuelta al Valle del Cauca.

## Palmarés masculino
| Año       | Ganador                 | Segundo                  | Tercero                  |
| --------- | ----------------------- | ------------------------ | ------------------------ |
| 1954      | Reinaldo Medina         | Aureliano Gallón         | Óscar Salinas            |
| 1955      | Francisco Otálvaro      | Jaime Villegas           | Carlos Gil               |
| 1956-1960 | No realizada            | No realizada             | No realizada             |
| 1961      | Rubén Darío Gómez       | Pablo Hernández          | Olmedo Britos            |
| 1962-1969 | No realizada            | No realizada             | No realizada             |
| 1970      | Martín Emilio Rodríguez | Avelino Ortega           | Asdrúbal Salazar         |
| 1971      | No realizada            | No realizada             | No realizada             |
| 1972      | Óscar González          | Gonzalo Marín            | Mario Arbeláez           |
| 1973      | Luis Hernán Díaz        | Carlos Montoya Arias     | Edgar García             |
| 1974      | Henry Cuevas            |                          |                          |
| 1975      | Luis Carlos Manrique    |                          |                          |
| 1976      | Luis Hernán Díaz        |                          |                          |
| 1977      | Rodolfo Arce            | Luis Hernán Díaz         | Diego Bravo              |
| 1978      | Antonio Londoño         | Abelardo Ríos            | Gonzalo Marín            |
| 1979      | Luis Carlos Manrique    |                          |                          |
| 1980      | No realizada            | No realizada             | No realizada             |
| 1981      | Heriberto Urán          | Armando Aristizábal      | Rodolfo Arce             |
| 1983      | Rogelio Arango          |                          |                          |
| 1986      | Héctor Julio Patarroyo  |                          |                          |
| 1987      | Luis Alberto González   | Fabio Acevedo            | Celio Roncancio          |
| 1988      | Alberto Camargo         |                          |                          |
| 1989      | Luis Alberto Herrera    | Oliverio Rincón          | Marcos Wilches           |
| 1990      | William Palacio         | Henry Cárdenas           | Óscar de Jesús Vargas    |
| 1991      | Luis Alberto Herrera    | Federico Muñoz           | Armando Moreno           |
| 1992      | Élder Herrera           |                          |                          |
| 1993      | Dubán Ramírez           | Luciano Bonilla          | Carlos Mario Jaramillo   |
| 1994      | Dubán Ramírez           |                          |                          |
| 1995      | Javier de Jesús Zapata  |                          |                          |
| 1996      | Luis Alberto González   | Álvaro Lozano            |                          |
| 1997      | Héctor Iván Palacio     | Carlos Alberto Contreras | José Castelblanco        |
| 1998      | Iván Ramiro Parra       | Dubán Ramírez            | Julio Bernal             |
| 1999      | Marlon Pérez            |                          |                          |
| 2000      | John Freddy García      | Marlon Pérez             | Luis Félipe Laverde      |
| 2001      | Javier de Jesús Zapata  | Marlon Pérez             | Carlos Contreras         |
| 2002      | Mauricio Ardila         | Carlos Andrés Ibáñez     | Javier Alberto González  |
| 2003      | Hernán Dario Bonilla    | Johnny Daniel Leal       | Marlon Pérez             |
| 2004      | John Freddy García      | José Castelblanco        | Mauricio Henao Jaramillo |
| 2005      | Mauricio Ardila         | Julián Darío Atehortúa   | Mauricio Soler           |
| 2006      | John Freddy García      | Edwin Parra              | Freddy González          |
| 2007      | Giovanni Báez           | Freddy González          | Diego Calderon           |
| 2008      | Giovanni Báez           | Sergio Luis Henao        | Mauricio Ortega          |
| 2009      | Giovanni Báez           | Edwar Stiber Ortiz Caro  | Walter Pedraza           |
| 2010      | Mauricio Ortega         | Nairo Quintana           | Giovanni Báez            |
| 2011      | Mauricio Ortega         | Wilson Marentes          | Carlos Quintero          |
| 2012      | Giovanni Báez           | Ramiro Rincón            | Edson Calderón           |
| 2013      | Juan Pablo Villegas     | Iván Mauricio Casas      | Félix Cárdenas           |
| 2014      | Óscar Sevilla           | Carlos Mario Ramírez     | Hernando Bohórquez       |
| 2015      | Óscar Sevilla           | Rafael Infantino         | Walter Vargas            |
| 2016      | Óscar Sevilla           | Fabio Duarte             | Miguel Ángel Rubiano     |
| 2017      | Óscar Sevilla           | Fabio Duarte             | Juan Pablo Rendón        |
| 2018      | Rodrigo Contreras       | Jonathan Caicedo         | Jhojan García            |
| 2019      | Miguel Ángel Reyes      | Jhojan García            | Freddy Montaña           |
| 2020-2021 | No realizada            | No realizada             | No realizada             |
| 2022      | Rodrigo Contreras       | Wilson Peña              | David Santiago Gómez     |
| 2023      | Daniel Méndez           | Didier Chaparro          | Santiago Ramírez         |

## Estadísticas

### Más victorias generales
Los ciclistas que aparecen en negrita siguen activos.
| Ciclista               | Victorias | Años                   |
| ---------------------- | --------- | ---------------------- |
| Giovanni Báez          | 4         | 2007, 2008, 2009, 2012 |
| Óscar Sevilla          | 4         | 2014, 2015, 2016, 2017 |
| John Freddy García     | 3         | 2000, 2004, 2006       |
| Luis Hernán Díaz       | 2         | 1973, 1976             |
| Luis Carlos Manrique   | 2         | 1975, 1979             |
| Luis Herrera           | 2         | 1989, 1991             |
| Dubán Ramírez          | 2         | 1993, 1994             |
| Luis Alberto González  | 2         | 1987, 1996             |
| Javier de Jesús Zapata | 2         | 1995, 2001             |
| Mauricio Ardila        | 2         | 2002, 2005             |
| Mauricio Ortega        | 2         | 2010, 2011             |
| Rodrigo Contreras      | 2         | 2018, 2022             |